# Zdeněk Chlup
Zdeněk Chlup (Brno, 28 settembre 1922 – Brno, 14 aprile 2002) è stato un cestista cecoslovacco.

## Carriera
Con la Cecoslovacchia ha disputato le Olimpiadi 1948, classificandosi all'8º posto finale.